# Блъсканица
Блъсканицата, също тъпканица или бутаница, е спонтанно, неконтролирано движение на тълпа, водещо до блъскане на хората един с друг, често до травми от удари и стъпкване, дори до смърт.

## Описание
Проявява се при движение на голямо количество хора в ограничено пространство. Стремейки се по-бързо да се измъкнат, някои се промушват между съседите или даже си пробиват път, като бутат вървящите пред тях, понякога ръчкат с лакти, удрят с юмруци, дори ритат, пламват спречквания, които задържат движението. В резултат всичко това води до силен натиск в тесен участък от движението на тълпата, което кара хората там да се движат с висока скорост, но на вълни поради задържания по разни причини. Ако паднат хора, идващите след тях продължават да напират (заради натиска отзад) – или падат, или стъпват по телата на падналите, което води до тежки травми, дори смърт.
Механизмът на блъсканицата силно зависи от обстоятелствата във всеки конкретен случай. Травмиращи фактори могат да бъдат както процесите в масата от хора (в движение или покой), така и всевъзможни препятствия, спъващи свободното придвижване. Даже в неподвижна тълпа могат да се развият вълнови процеси, сработва и така нареченият „принцип на доминото“ с непредсказуеми резултати поради неадекватни и разнородни реакции. У мнозина се развива усилващо се усещане за опасност, предизвикващо често масова паника.
Блъсканица възниква нерядко при следните събития:
- разгонване на протести (демонстрации, шествия);
- излизане от стадиони и др.под. ограничени места;
- масови събития (празници, погребения);
- безпорядъчно отстъпление на войски;
- религиозни поклонничества[2];
- стихийни бедствия (пожари[3]);
- пешеходно движение в час пик.

## Предотвратяване
За предотвратяване на блъсканици отговорните лица обикновено откриват изходите преди края на мероприятието, което дада възможност на бързащите (потенциалните неволни инициатори на блъсканица) да излязат по-рано. На съвременните стадиони се правят широки изходни врати, отварящи се навън, за да се намали напрежението на тези тесни места. Сцената се издига на по-високо място, виждано от всички зрители.
За да не стане човек жертва на блъсканица, често препоръчват на мероприятията хората да останат на своите места, като изчакат намаляването на тълпата, вместо да се опитват да си пробиват път напред през тълпата.